# Kim Myong-suk
Kim Myong-suk   (14 d'abril de 1947) va ser una jugadora de voleibol nord-coreana que va competir durant la 1970.
El 1972 va prendre part en els Jocs Olímpics de Múnic, on guanyà la medalla de bronze en la competició de voleibol.